# Bank spółdzielczy
Ten artykuł należy dopracować:

przedstawiono sytuację tylko z polskiej perspektywy – artykuł powinien być przekrojowy.
Pomóż go poprawić. Na stronie dyskusji mogą znajdywać się pomocne komentarze.

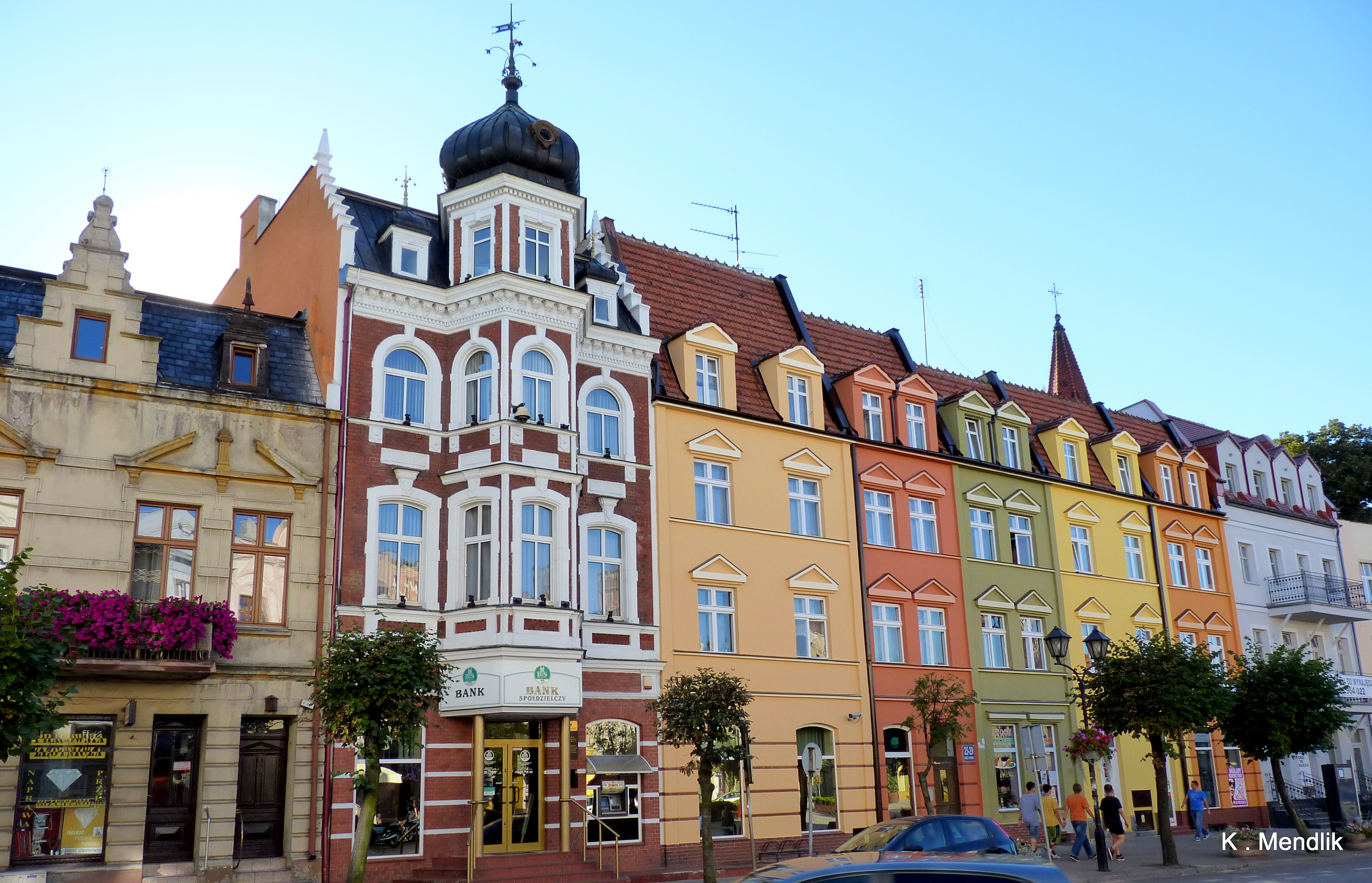
Budynek banku spółdzielczego w Brodnicy – najstarszego istniejącego w Polsce

Bank spółdzielczy – jedna z form prawnych działalności banku (obok spółki akcyjnej i banku państwowego), przewidziana w polskim prawie bankowym. Banki spółdzielcze pod względem formy prawnej są spółdzielniami, a więc korporacjami udziałowymi tworzonymi w celach zarobkowych. Jednocześnie bank spółdzielczy to przedsiębiorstwo zorientowane społecznie, które działa na rzecz swoich członków.

## Struktura organizacyjna
Ustrój organów banku spółdzielczego jest trójkompozycyjny. Bank spółdzielczy posiada własną strukturę organizacyjną, na którą składają się:
- walne zgromadzenie – pełni rolę najwyższego organu nominacyjnego i uchwałodawczego,
- rada nadzorcza – kontroluje działalność banku spółdzielczego, wykonuje czynności kontrolne oraz nadzorcze,
- zarząd – reprezentuje bank spółdzielczy oraz zarządza jego działalnością, przysługuje mu domniemanie kompetencji.

## Historia
Spółdzielczość bankowa miała swoich prekursorów w okresie późnego średniowiecza. Pierwszą instytucją bankową w Polsce działającą na zasadach współdziałania i samopomocy była założona w 1577 r. przez ks. Wawrzyńca Białobrzeskiego Fundacja Ostrołęcka Taniego Kredytu. W XVIII w. we wsiach zakładane były różne instytucje działające na zasadach samopomocy, które poprzez gromadzenie środków pieniężnych lub rzeczowych pomagały później w oparciu o nie udzielać pożyczek pieniężnych lub wsparcia w naturze potrzebującym.

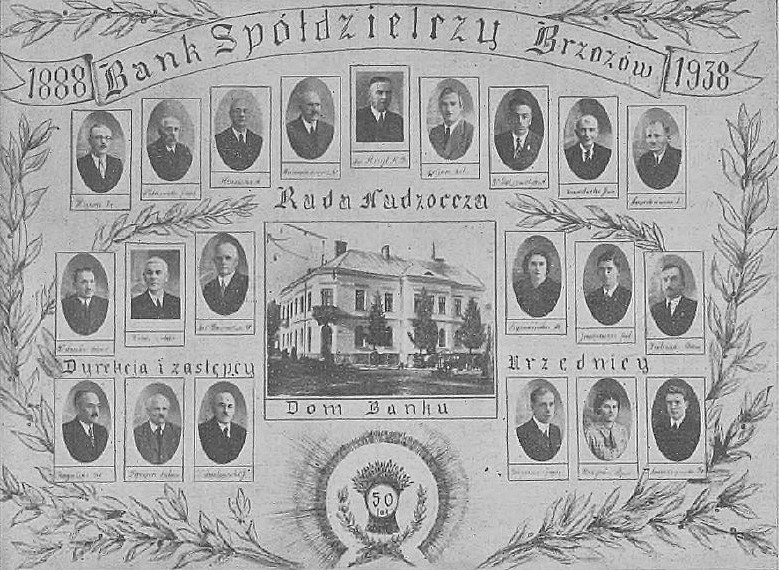
Tablica pamiątkowa Banku Spółdzielczego w Brzozowie 1888-1938

Podstawą tworzenia i funkcjonowania współczesnych banków spółdzielczych w wielu krajach europejskich były koncepcje działania kas kredytowych opracowane przez dwóch niemieckich działaczy społecznych: Friedricha Wilhelma Raiffeisena (1818–1880) i Franza Hermanna Schulze-Delitzscha (1808–1883). „Głównym celem powoływania do życia kas kredytowych było przezwyciężenie niedorozwoju i biedy w środowiskach wiejskich oraz umożliwienie kupcom, rzemieślnikom i drobnym producentom z miast uniezależnienia się od lichwiarskich pożyczek”.
Rolnicy samodzielnie prowadzący swoje gospodarstwa rolne, od momentu uwłaszczenia, coraz częściej zgłaszali zapotrzebowanie na dodatkowe środki finansowe, które były potrzebne im do utrzymania i prowadzenia produkcji rolnej. Środki kredytowe oferowane im przez ówcześnie istniejące banki i instytucje były bardzo wysoko oprocentowane. Przekraczały one możliwości ich efektywnego wykorzystania przez chłopów. Właśnie wtedy pojawiła się konieczność stworzenia instytucji finansowej, której działalność odpowiadałaby potrzebom i możliwościom osób prowadzących działalność rolniczą. Tą instytucją był bank spółdzielczy.
Po II wojnie światowej reaktywowano spółdzielnie oszczędnościowo-pożyczkowe według przedwojennych zasad i statutów. Tworzono je także na Ziemiach Odzyskanych. Od 1950 roku działały jako Gminne Kasy Spółdzielcze. Centralą finansową, organizacyjną i rewizyjną był Bank Rolny. Zachowana została w ten sposób spółdzielczość oszczędnościowa-kredytowa włącznie z całym zapleczem, pracownikami i placówkami, którą zlikwidowano w innych krajach bloku wschodniego (np. na Węgrzech kasy oszczędnościowo-pożyczkowe reaktywowano dopiero w 1956 roku). W 1952 zniesiono możliwość prowadzenia działalności oszczędnościowej na własny rachunek, którą przejęła Powszechna Kasa Oszczędności. W 1956 roku przywrócono to prawo oraz nazwę spółdzielni oszczędnościowo-pożyczkowych. W 1957 roku powołano Związek Spółdzielni Oszczędnościowo-Pożyczkowych jako centralę organizacyjno-rewizyjną (związek rewizyjny). Art. 36 Ustawy o prawie bankowym z 1960 roku dawał spółdzielniom oszczędnościowo-pożyczkowym prawo używania nazwy „bank” z dodaniem wyrazu „spółdzielczy” lub „ludowy”. Część spółdzielni wykorzystując to prawo używała nazwy mieszanej, zachowując częściowo dotychczasową nazwę, np.: „Spółdzielnia Oszczędnościowo-Pożyczkowa Bank Spółdzielczy”. W 1964 roku Związek Spółdzielni Oszczędnościowo-Pożyczkowych zmienia się na Centralny Związek Spółdzielni Oszczędnościowo-Pożyczkowych. W 1974 roku ograniczono kompetencje Centralnego Związku SOP, a w 1975 roku połączono go z Bankiem Rolnym tworząc państwowo-spółdzielczy Bank Gospodarki Żywnościowej, w którym 54% udziałów posiadał Skarb Państwa, a 46% posiadały banki spółdzielcze. Spółdzielnie oszczędnościowo-pożyczkowe zostały zobligowane do używania ujednoliconej nazwy ze słowami „bank spółdzielczy”, stając się jednocześnie bankami w pełni tego słowa znaczeniu, na podstawie Ustawy o prawie bankowym z 1975 roku. BGŻ do 1990 roku pełnił funkcję związku rewizyjnego i banku zrzeszającego z mocy prawa wobec banków spółdzielczych. Po 1990 roku utracił tę funkcję, a banki spółdzielcze zaczęły się samodzielnie zrzeszać, często dobrowolnie kontynuując zrzeszanie się w BGŻ. Po wejściu w życie Ustawy o funkcjonowaniu banków spółdzielczych z 2000 roku BGŻ starał się o przyznanie licencji banku zrzeszającego od Komisji Nadzoru Finansowego, ale nie uzyskał jej.
W ten sposób, w wyniku ewolucji, kontynuatorami przedwojennej działalności spółdzielni oszczędnościowych są dziś banki spółdzielcze.

### Banki spółdzielcze współcześnie

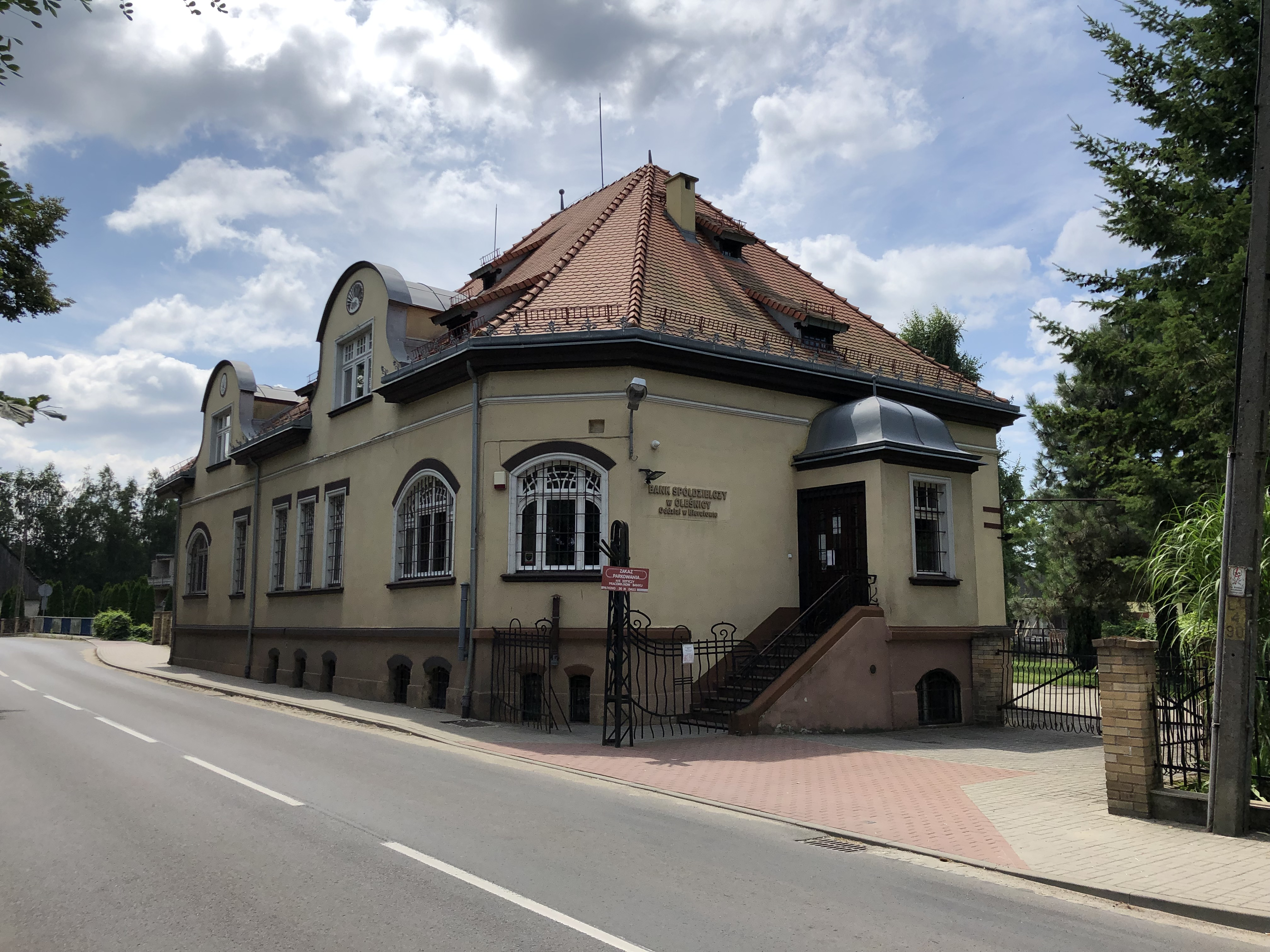
Budynek Oddziału Banku Spółdzielczego w Bierutowie

Banki spółdzielcze są spółdzielniami, które prowadzą działalność bankową. Przez pojęcie banku spółdzielczego należy rozumieć bank będący spółdzielnią, do którego w zakresie nieuregulowanym w ustawie z dnia 7 grudnia 2000 r. o funkcjonowaniu banków spółdzielczych, ich zrzeszaniu się i bankach zrzeszających oraz ustawie z dnia 29 sierpnia 1997 r. – Prawo bankowe stosuje się przepisy ustawy – Prawo spółdzielcze.
Działalność banków spółdzielczych jest ograniczona pod względem terytorialnym. Ustawowym kryterium, na podstawie którego dochodzi do regionalizacji działalności banków spółdzielczych, jest wysokość kapitału założycielskiego.
Banki spółdzielcze, w których zasadą jest demokratyczny system zarządzania i kontroli, świadczą usługi skierowane do klientów o ograniczonych przychodach lub mających miejsce zamieszkania albo siedzibę na obszarach wiejskich bądź wiejsko-miejskich. Banki spółdzielcze wykonują czynności depozytowo-kredytowe wobec przedsiębiorców prowadzących działalność rolniczą, rzemieślniczą i usługową. W tym sensie banki spółdzielcze jako podmioty ekonomii społecznej zaspokajają potrzeby na poziomie lokalnym w stosunku do swoich członków. Stąd działalność wykonywana przez banki w formie spółdzielni bywa określana bankowością relacyjną. W odróżnieniu od bankowości transakcyjnej świadczenia banku spółdzielczego często wynikającą ze stałych stosunków prawnych z konsumentami, będącymi jednocześnie członkami banku. Bank spółdzielczy można uznać za bank wartości interesariuszy, nie wyłącznie bank wartości dla udziałowców.
Bank spółdzielczy jest obowiązany zawrzeć umowę zrzeszenia. Ustawodawca pozostawia jednak swobodę w wyborze banku zrzeszającego, z którym bank spółdzielczy zawrze umowę zrzeszenia. Zawarcie umowy zrzeszenia następuje na czas nieoznaczony. Umowa zrzeszenia jest zatem źródłem stosunku o charakterze ciągłym i bezterminowym. Do niedawna w Polsce działały trzy zrzeszenia banków spółdzielczych: Bank Polskiej Spółdzielczości, Spółdzielcza Grupa Bankowa oraz Mazowiecki Bank Regionalny. W maju 2014 istniały dwa zrzeszenia banków spółdzielczych: Bank Polskiej Spółdzielczości i Spółdzielcza Grupa Bankowa.
Interesy polskich banków spółdzielczych reprezentuje, jako sektorowa izba gospodarcza, Krajowy Związek Banków Spółdzielczych.